# Mus macedonicus
Il topo macedone (Mus macedonicus Petrov & Ruzic, 1983) è un roditore della famiglia dei Muridi diffuso nell'Europa sud-orientale e nel Vicino Oriente.

## Descrizione

### Dimensioni
Roditore di piccole dimensioni, con la lunghezza della testa e del corpo tra 57 e 98 mm, la lunghezza della coda tra 56 e 100 mm, la lunghezza del piede tra 13 e 20 mm, la lunghezza delle orecchie tra 12,0 e 17 mm e un peso fino a 22 g.

### Aspetto
Le parti superiori variano dal marrone scuro al marrone chiaro con dei riflessi giallastri, la parte lungo la schiena è più scura, i fianchi sono più chiari e la linea di demarcazione è netta, mentre le parti ventrali variano dal bianco al bianco-grigiastro. Le orecchie e il dorso delle zampe sono cosparsi di piccoli peli bianchi. La coda è lunga quanto la testa ed il corpo, è marrone scura sopra e più chiara sotto. Il cariotipo è 2n=40 FN=40.

## Biologia

### Comportamento
È una specie terricola. 

### Riproduzione
Le femmine danno alla luce 4-10 piccoli alla volta.

## Distribuzione e habitat
Questa specie è diffusa in Albania, Macedonia del Nord, Bulgaria meridionale, Grecia escluso il Peloponneso, isola di Rodi, Turchia, isola di Imbro, Georgia sud-orientale, Azerbaigian, Armenia, Iran nord-occidentale, Iraq settentrionale, Siria, Libano, Israele settentrionale e centrale, Cisgiordania, Giordania nord-occidentale.
Vive in molteplici habitat, incluse le fattorie, i frutteti, gli uliveti, le dune sabbiose, le boscaglie aride mediterranee, gli uadi e le sponde densamente ricoperte di vegetazione dei corsi d'acqua fino a 500 metri di altitudine. Si trova in zone mediterranee dove la precipitazione annua è superiore a 400 mm.

## Conservazione
La IUCN Red List, considerato il vasto areale, la popolazione comune e l'assenza di reali minacce, classifica M.macedonicus come specie a rischio minimo (Least Concern).